# 12135 Terlingen
12135 Terlingen là một tiểu hành tinh vành đai chính với chu kỳ quỹ đạo là 2046.3023657 ngày (5.60 năm).
Nó được phát hiện ngày 24 tháng 9 năm 1960.